# Рудольц, Рудольф
Рудольф Йозеф Рудольц (нем. Rudolf Joseph Rudolz, настоящая фамилия Будзикевич, пол. Budzikiéwicz; 7 марта 1887, Билиц, ныне Бельско-Бяла — 25 октября 1956, Винер-Нойштадт) — австрийский музыкальный педагог и хоровой дирижёр.
Изучал математику в Высшей технической школе в Граце, затем в 1907—1909 гг. контрапункт и композицию в Лейпцигской консерватории, одновременно продолжая заниматься математикой в Лейпцигском университете. Частным образом изучал также теорию музыки у Хуго Римана. В 1913 году защитил докторскую диссертацию «Искусство регистровки при органной игре» (нем. Die Registrierkunst des Orgelspiels in ihren grundlegenden Formen), в том же году изданную в виде монографии с посвящением исполнительному директору Лейпцигской консерватории Паулю Рёнчу.
С 1915 года и до конца жизни работал в Винер-Нойштадте. В 1916 году один из соучредителей Общества церковной музыки, дирижировал его хором. С 1925 г. возглавлял певческое общество. С 1919 г. преподавал в городской музыкальной школе, в 1934—1938 гг. её директор. Одновременно с 1927 года музыку преподавал в общеобразовательных учебных заведениях, для чего получил в Венской академии музыки дополнительный диплом музыкального педагога.
Автор четырёх месс и других музыкальных произведений, преимущественно религиозной направленности.
Имя Рудольца носит улица (нем. Hofrat Dr. Rudolz-Gasse) в Винер-Нойштадте.